# Frank Petersen
Frank Petersen (født d. 21. juli 1958) er en tidligere fodboldspiller og nuværende træner

## Profil
Frank Petersen har spillet fodbold på topplan i blandt andet Silkeborg IF og Odense Boldklub. 
Efter fodboldkarrieren fortsatte han som cheftræner for Silkeborg IF, som han førte til bronzemedaljer. Herefter Randers FC og Vejle Boldklub. Fyringen fra Vejle betragtes af mange som ubegrundet[kilde mangler], og virkede som en personlig hetz fra Vejles bestyrelse[kilde mangler]. Herudover har han i flere år trænet ungdomshold i bl.a. Silkeborg IF.

## Trænerdata
Største sejr: 2-5 Lyngby Boldklub – Vejle Boldklub (2002)
Største nederlag: 0-4 Vejle Boldklub – Akademisk Boldklub (2002)